# Hans-Wilhelm Müller-Wohlfahrt

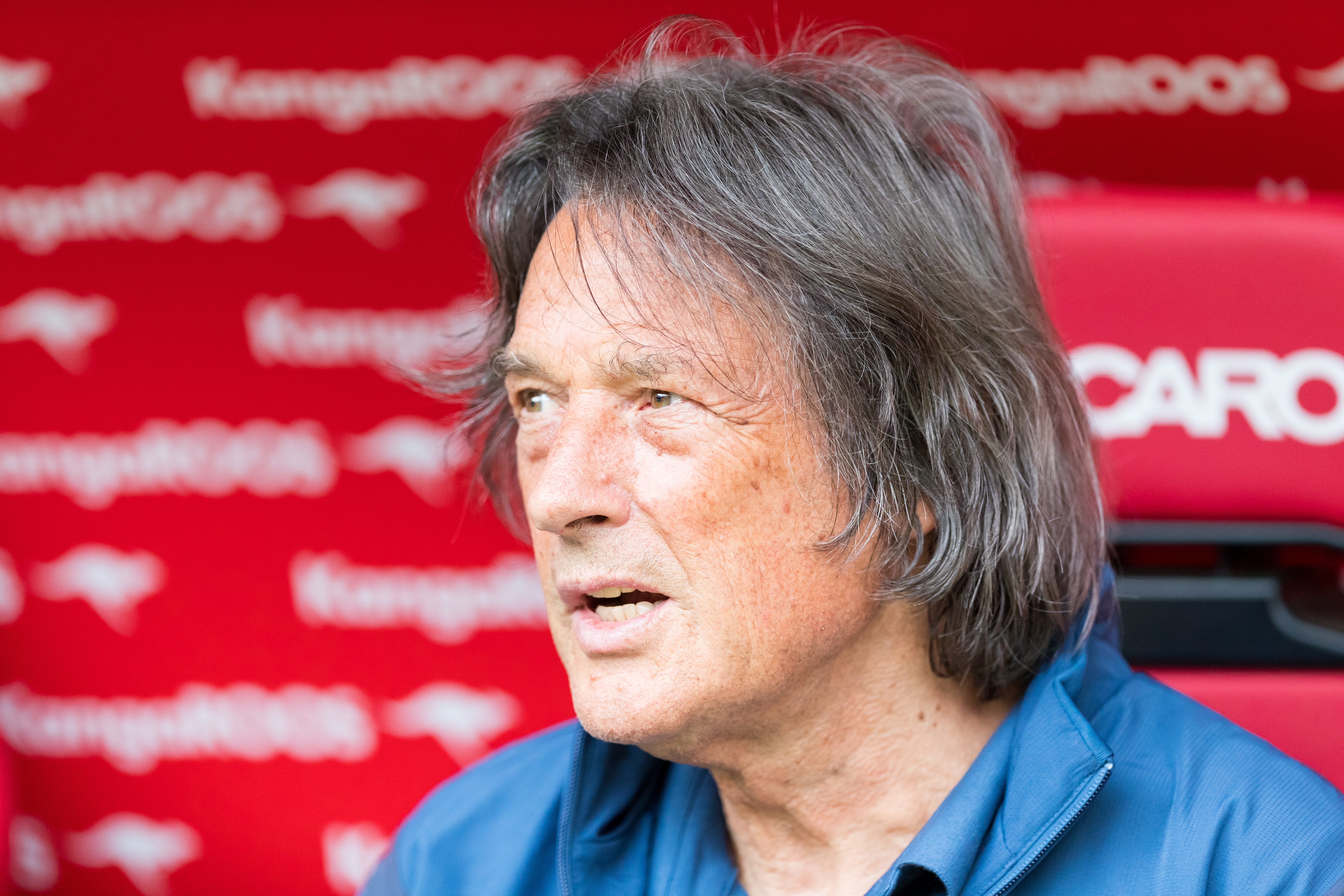
Hans-Wilhelm Müller-Wohlfahrt (2019)

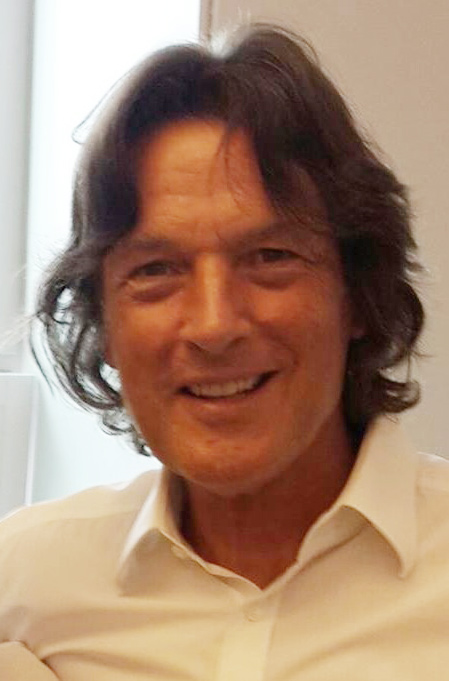
Hans-Wilhelm Müller-Wohlfahrt (2014)

Hans-Wilhelm Müller-Wohlfahrt (* 12. August 1942 in Leerhafe als Hans-Wilhelm Müller) ist ein deutscher Orthopäde und Sportmediziner. Bekannt wurde er vor allem als langjähriger Mannschaftsarzt des FC Bayern München (1977–2015, 2017–2020) und der deutschen Fußballnationalmannschaft (1995–2018). Außerdem betätigt er sich als Autor und ist Namensgeber und Hauptanteilseigner der formula Müller-Wohlfahrt Health & Fitness AG, die frei verkäufliche Arzneimittel und Nahrungsergänzungsmittel vertreibt.

## Leben
Müller-Wohlfahrt wurde als dritter Sohn des Pastors Diedrich Müller und seiner Frau Elisabeth, geb. Pape, im ostfriesischen Leerhafe (heute ein Stadtteil von Wittmund) geboren. Nach dem Abitur am Mariengymnasium in Jever im März 1963 und einer zweijährigen Dienstzeit bei der Bundeswehr studierte der ehemalige Leichtathlet ab dem Frühjahr 1965 zunächst Naturwissenschaften, ab dem Wintersemester 1965/66 dann Medizin an der Christian-Albrechts-Universität zu Kiel und an der Universität Innsbruck. Im April 1972 wurde er in Kiel mit einer von Paul Heintzen betreuten kardiologischen Studie promoviert. Am Berliner Rudolf-Virchow-Krankenhaus wurde Müller-Wohlfahrt an der Orthopädischen Klinik bei Fritz Hofmeister zum Facharzt für Orthopädie ausgebildet.
Er ist verheiratet und lebt mit seiner Frau Karin im Münchner Stadtteil Lehel. Seit der Hochzeit trägt er den Doppelnamen Müller-Wohlfahrt. Seine Tochter Maren Müller-Wohlfahrt wurde zwischen 1999 und 2001 durch ihre Liaison mit Lothar Matthäus bekannt. Sein Sohn Kilian Müller-Wohlfahrt, ebenfalls Arzt, war von Januar bis April 2015 auch für den FC Bayern München tätig und wurde durch seine Beziehung mit dem Model Lena Gercke einer breiteren Öffentlichkeit bekannt.

## Karriere
Müller-Wohlfahrt war zwischen 1975 und 1977 verantwortlicher Arzt des Fußballbundesligisten Hertha BSC. Seit April 1977 praktiziert er in München und wurde Vereinsarzt des FC Bayern München. 1995 übernahm er zudem die Betreuung der deutschen Fußballnationalmannschaft, im Juli 2018 teilte er seinen Rücktritt als Nationalmannschaftsarzt mit. Bis 1996 saß er als Mannschaftsarzt regelmäßig bei den Spielen der Münchner auf der Bank, ehe Wolfgang Peter dies übernahm. Müller-Wohlfahrt begleitete die Mannschaft fortan nur noch bei wenigen Spielen und war hauptsächlich als „Leiter der medizinischen Abteilung“ des FC Bayern München tätig. Im November 2008 ließ er sich von seinen Aufgaben freistellen. Nach der Entlassung des Trainers Jürgen Klinsmann im April 2009 saß Müller-Wohlfahrt wieder auf der Bayern-Bank, wobei er von Lutz Hänsel und Peter Ueblacker unterstützt wurde. Am 16. April 2015 beendete das Ärzteteam um Müller-Wohlfahrt die Zusammenarbeit mit dem FC Bayern München. Müller-Wohlfahrt begründete den Schritt mit einem beschädigten Vertrauensverhältnis. Vorausgegangen waren wiederholte Spannungen mit dem damaligen Bayern-Trainer Pep Guardiola.
1998 gründete Müller-Wohlfahrt zusammen mit einem Geschäftspartner die [formula] Müller-Wohlfahrt Health & Fitness AG mit Sitz in München. Das Unternehmen vertreibt frei verkäufliche Arzneimittel unter dem Markennamen Profelan und Nahrungsergänzungsmittel unter dem Markennamen Oxano.
Im Mai 2008 eröffnete der Orthopäde eine 1600 Quadratmeter große Praxis im Alten Hof im Münchner Stadtzentrum. Finanziert wurde diese von Dietmar Hopp, dem Mäzen des Bundesligisten TSG 1899 Hoffenheim.
Müller-Wohlfahrt ist bekannt für seine unorthodoxen und umstrittenen Behandlungsmethoden, wie etwa die intramuskuläre Injektion von Actovegin, einem Hämodialysat aus Kälberblut und Myo-Melcain bzw. (aus der Produktion der chemisch-pharmazeutischen Fabrik M. Woelm) Melcain (Schmerzmittel Procain in Honiglösung). Auch seine Ansichten zu Nahrungsergänzungsmitteln sind bei Kollegen teilweise umstritten. Trotz häufiger Kritik an seinen alternativmedizinischen und homöopathischen Methoden gilt er als international anerkannter Experte für Sportverletzungen, insbesondere bei Knieproblemen und Sehnenverletzungen.
Zu seinen Patienten gehören nicht nur Sportler, sondern auch (internationale) Musiker und andere Kulturschaffende. So zählen neben Boris Becker auch die Musiker Bono, Herbert Grönemeyer und Eric Clapton zu seinen Patienten. Er behandelte zudem Franz Beckenbauer.
Er behandelte den Leichtathleten Usain Bolt vor dessen Teilnahme an den Olympischen Spielen 2012 und 2016. Bolt, der zu regelmäßigen Untersuchungen nach München in die Praxis anreist, bedankte sich nach seinen jeweiligen Siegen im 100-Meter-Finale beim deutschen Orthopäden öffentlichkeitswirksam, indem er Müller-Wohlfahrt seine Goldmedaille widmete.
Ab Ende November 2017 war er, nachdem Volker Braun kurz zuvor zurückgetreten war, wieder als Mannschaftsarzt des FC Bayern München mit seinem gesamten damaligen Team tätig. Zum Sommer 2020 beendete er seine Tätigkeit beim FC Bayern München.

## Clinical Pioneer Award
2017 wurde Hans-Wilhelm Müller-Wohlfahrt von der Fascia Research Society auf dem Kongress „Connective Tissue in Sports Medicine“ mit dem „Clinical Pioneer Award“ ausgezeichnet. Der Preis wurde ihm von Jürgen Steinacker, Robert Schleip und Thomas W. Findley überreicht. Damit wurden seine Beiträge zur Sportmedizin und Faszienforschung gewürdigt.

## Bücher
- Die vergleichende Bestimmung des linksventrikulären Volumens durch Densitometrie von Kontrastmittelauswaschkurven und zeichnerischer Auswertung von Angiokardiogrammen (Kiel, Univ., Diss., 1972).
- mit Hans-Jürgen Montag: Verletzt …was tun? Hilfe zur Selbsthilfe bei Sportverletzungen. Wero, Pfaffenweiler 1996, ISBN 3-9805310-0-7.
- So schützen Sie Ihre Gesundheit. Mehr Lebensqualität mit meinem Sofortprogramm gegen Freie Radikale. Zabert-Sandmann, München 2000, ISBN 3-932023-52-8.
- Mensch, beweg dich! So stärken Sie ihr Bindegewebe. Zabert-Sandmann, München 2001, ISBN 3-89883-013-6.
- So gewinnen Sie mehr Lebenskraft. Mein Programm für neue Vitalität. Zabert-Sandmann, München 2003, ISBN 3-89883-037-3.
- Besser trainieren! Zabert-Sandmann, München 2007, ISBN 978-3-89883-170-3.
- mit Peter Ueblacker und Lutz Hänsel: Muskelverletzungen im Sport. Thieme, Stuttgart 2010, ISBN 978-3-13-146751-5; 2., vollständig überarbeitete und erweiterte Auflage 2014, ISBN 978-3-13-146752-2.
- Mit den Händen sehen. Mein Leben und meine Medizin. Insel, Berlin 2018, ISBN 978-3-458-17736-4.
- Bewegung. Das Lebenselixier für unsere Gesundheit. Insel, Berlin 2022, ISBN 978-3-458-64303-6.